# Ненюшка
Ненюшка — река в Вельском районе Архангельской области, левый приток Кокшеньги.
Длина — 52 км, площадь водосборного бассейна — 323 км².

## Течение
Река берёт начало из осушаемого болота Сухое в 0,5 км на юг от посёлка Кулой Вельского района. В верховьях течёт на север, принимает в себя основной приток Берёзовка и поворачивает на восток. Ширина реки в нижнем течении превышает 10 метров. Населённых пунктов на реке нет, только при впадении расположена деревня Ужмино и нежилая деревня Выселок Глубокий.

## Притоки
(указано расстояние от устья)
- 24 км: река Берёзовка (пр)

## Данные водного реестра
- Бассейновый округ — Двинско-Печорский
- Речной бассейн — Северная Двина
- Речной подбассейн — Северная Двина ниже места слияния Вычегды и Малой Северной Двины
- Водохозяйственный участок — Вага

## Карты
- Лист карты P-38-97,98 Вельск. Масштаб: 1 : 100 000. Указать дату выпуска/состояния местности.